# Tony Rolt
 Anthony Peter Roylance "Tony" Rolt  va ser un pilot de curses automobilístiques anglès que va arribar a disputar curses de Fórmula 1.
Rolt va néixer el 16 d'octubre del 1918 a Bordon, Hampshire. Va morir el 6 de febrer del 2008.
Fora de la F1 va ser un destacat militar, essent condecorat en diverses ocasions.

## A la F1
Va participar en la primera cursa de la història de la Fórmula 1, el GP de la Gran Bretanya disputat el 13 de maig del 1950, que formava part del campionat del món de la temporada 1950 de F1, on va participar en aquesta única cursa.
Rolt va participar a dues edicions més del GP de Gran Bretanya puntuables pel campionat de la F1.

## Resultats a la F1
| Any  | Equip | Xassís    | Motor      | 1       | 2   | 3   | 4   | 5   | 6       | 7   | 8   | 9   | Posició | Punts |
| ---- | ----- | --------- | ---------- | ------- | --- | --- | --- | --- | ------- | --- | --- | --- | ------- | ----- |
| 1950 | ERA   | ERA       | Straight-6 | GBR Ret | MON | 500 | SUI | FRA | BEL     | ITA |     |     |         | 0     |
| 1953 | RWRT  | Connaught | Straight-4 | ARG     | 500 | HOL | BEL | FRA | GBR Ret | ALE | SUI | ITA |         | 0     |
| 1955 | RWRT  | Connaught | Straight-4 | ARG     | MON | 500 | BEL | HOL | GBR Ret | ITA |     |     |         | 0     |

### Resum
| Curses: | Victòries: | Pòdiums: | Poles: | Voltes ràpides: | Punts: |
| ------- | ---------- | -------- | ------ | --------------- | ------ |
| 3       | 0          | 0        | 0      | 0               | 0      |